# Mont Hubbard
Le mont Hubbard, Mount Hubbard en anglais, est l’une des montagnes les plus importantes de la chaîne Saint-Élie à la frontière de l'Alaska et du Yukon. La partie canadienne se situe dans le parc national et réserve de parc national de Kluane et la partie américaine dans le parc national de Wrangell–Saint-Élie.

## Toponymie
En 1890, le géologue Israel Cook Russell de l'Institut d'études géologiques des États-Unis baptise le sommet en hommage à Gardiner Greene Hubbard, premier président de la National Geographic Society, qui avait coparrainé son expédition.

## Géographie
Le mont Hubbard est le point culminant d'un vaste massif qui compte deux autres sommets nommés, le mont Alverstone et le mont Kennedy (en). Ces derniers forment un angle de la frontière canado-américaine qui s'étend approximativement vers le sud depuis ces sommets en direction de l'Alaska du Sud-Est et vers l'ouest en direction du mont Saint-Élie, à une centaine de kilomètres de distance. Le glacier Hubbard sépare le mont Hubbard du mont Vancouver à l’ouest, tandis que le glacier Lowell se trouve à l’est du sommet.
Le mont Hubbard est le huitième sommet le plus élevé des États-Unis et le douzième du Canada. Sa face ouest domine de 2 300 m le glacier Alverstone en moins de 3,2 km et de 3 300 m le glacier Hubbard, dont il est l'émissaire, en 11,3 km.
Le mont Hubbard se trouve à un peu plus de 32 km de la baie Disenchantment (en).